# Dateiberechtigung
Die Dateiberechtigung ist ein Begriff aus der EDV, anhand der ein Systemadministrator in vielen Betriebssystemen verschiedene Zugriffsrechte der Benutzer oder Benutzergruppen auf Dateien oder Verzeichnissen erteilen kann.
Dadurch können beispielsweise in einem Netzwerk sehr viele unterschiedliche Zugriffsrechte auf die Benutzer und/oder die Benutzergruppen verteilt werden. Ein Benutzer kann somit auch mehreren Benutzergruppen zugeordnet sein, ohne dass es ausgeschlossen ist, dass er einen eigenen Benutzerzugang, innerhalb dessen er frei über Dateiberechtigungen entscheiden kann, erhält.
Klassische, untereinander kombinierbare Zugriffsrechte für Dateien und Ordner sind zum Beispiel Lesen, Schreiben, Lesen/Ausführen, Ändern und Vollzugriff.

## Implementierungen

### DOS und Microsoft Windows 9x
Unter DOS und alten Microsoft-Windows-Versionen gibt es keine Dateirechte, weil es sich nicht um Mehrbenutzersysteme handelt. Das Kommandozeilenwerkzeug ATTRIB gestattet es dem Benutzer lediglich, die Dateiattribute Archiv, Versteckt/System und Schreibgeschützt zu ändern.

### Microsoft Windows NT
Unter Windows-NT ab Version 3.5 steht dank Benutzung des NTFS-Dateisystems die Möglichkeit zur Verfügung, erweiterte Datei-Zugriffsrechte zu benutzen.

### Unix und seine Derivate
Unix als klassisches Mehrbenutzerbetriebssystem verfügt seit der ersten Version über Dateirechte. Seit Unix-V4 (1974) teilen sich diese in die drei Benutzerklassen Inhaber (user), Gruppe (group) und „alle anderen“ (others). Für jede Datei und jeden Ordner kann für jede dieser Klassen die Rechte Lesen, Schreiben und Ausführen unabhängig voneinander zugewiesen werden (vgl. Kommandos zur Benutzer- und Rechteverwaltung). Neben diesen Dateirechten gibt es zudem noch die drei erweiterten Dateirechtbits Set user identity, Set group identity sowie das Sticky Bit.
Besonders neuere Versionen vieler Unix-Derivate unterstützen zudem, wenn es das Dateisystem erlaubt, auch Zugriffskontrolllisten (ACLs).

### VMS und OpenVMS
Im Betriebssystem VMS bzw. OpenVMS von DEC gibt es neben den klassischen Unix-Dateirechten Lesen / Schreiben / Ausführen auch noch das Recht Löschen. Mit der DIGITAL Command Language werden die Dateiberechtigungen für file mit der Anweisung
```
SET PROTECTION=(S:x,G:x,O:x,W:x) "file"
```

vergeben, wobei x jeweils für eine Kombination von RWED (Read, Write, Execute, Delete) steht. Die Benutzergruppen S steht für System, G für Group, O für Owner und W für World (Alle übrigen Benutzer). Die Berechtigungen für eine Datei werden mit dem Befehl
```
SHOW PROTECTION "file"
```

angezeigt.